# Olibrolitus katyae
Olibrolitus katyae (лат.) — ископаемый вид жуков из семейства Phalacridae (Cucujoidea), единственный в составе рода Olibrolitus. Обнаружен в эоценовых саксонском и балтийском янтарях, возрастом около 40 млн лет.

## Описание
Длина тела менее 2 мм. Форма тела овальная, выпуклая. Усики 11-члениковые, булавовидные. От близких групп отличается отсутствием пришовных линий на надкрыльях и строением лапок. Формула члеников лапок 5-5-5 (первый членик задних лапок длиннее второго, сочленены свободно). На средней паре ног по две голенные шпоры.

## Классификация
Вид был впервые описан в 2020 году палеоэнтомологами Любарским Г.Ю. (Зоологический музей Московского государственного университета, Москва, Россия) и Перковским Е.Э. (Институт зоологии им. И. И. Шмальгаузена НАН Украины, Киев, Украина) по типовому материалу из двух типов янтарей Европы. Таксон выделен в отдельный монотипический род Olibrolitus. Систематическое положение внутри Phalacridae неясно, предварительно его положение определено как incertae sedis. Olibrolitus отличается от всех современных родов из семейства гладышей.

## Этимология
Видовое название O. katyae даны в честь российского акаролога и палеонтолога Екатерины (Кати) Алексеевны Сидорчук (1981—2019), трагически погибшей.